# Формула-1 — Гран-прі Іспанії 2023
Гран-прі Іспанії 2023 року (офіційно — Formula 1 AWS GRAN PREMIO DE ESPAÑA  2023)  — автоперегони чемпіонату світу з Формули-1, які відбулися 4 червня 2023 року. Гонка була проведена на трасі Каталунья (Монмало, неподалік від Барселони, Іспанія). Це сьомий етап чемпіонату світу і шістдесят третє Гран-прі Іспанії в історії.
Переможцем гонки став нідерландець Макс Ферстаппен (Ред Булл - Хонда RBPT). Друге місце посів Льюїс Гамільтон (Мерседес), а на 3-му місці фінішував Джордж Расселл (Мерседес).
Чинним переможцем гонки був Макс Ферстаппен, який у сезоні 2022 виступав за команду Ред Булл.

## Передісторія
Подія відбулася протягом вихідних 2-4 червня 2023 року. Це був сьомий етап чемпіонату світу з Формули-1 2023 року. 
Після оновлення пакету до боліда Mercedes W14 представленого на етапі Гран-прі Монако, подальші оновлення поліпшення повітряного потоку автомобіля були введені до цієї події. Ferrari представила пакет оновлень для своїх SF-23, він отримав незначне оновлення дифузора. 

### Зміна траси
Починаючи з цього етапу, Формула-1 використовуватиме схему, яка використовується MotoGP з 2021 року, тобто без шикани в останньому секторі кола, яку Формула-1 використовувала щороку з моменту її появи в 2007 році, і повертаючи фінальні повороти для болідів Формули-1 на широку швидку конфігурацію, яку востаннє використовувала Формула-1 у 2006 році.

## Розклад (UTC+2)
| Дата          | Подія           | Час           |
| ------------- | --------------- | ------------- |
| 2 червня 2023 | Вільний заїзд 1 | 14:30 — 15:30 |
| 2 червня 2023 | Вільний заїзд 2 | 18:00 — 19:00 |
| 3 червня 2023 | Вільний заїзд 3 | 13:30 — 14:30 |
| 3 червня 2023 | Кваліфікація    | 17:00 — 18:00 |
| 4 червня 2023 | Гонка           | 16:00 — 18:00 |
| Джерело:      |                 |               |

## Шини
Під час гран-прі було дозволено використовувати 3 типи шин Pirelli: hard, medium і soft
| Hard | Medium | Soft |
| ---- | ------ | ---- |

## Положення у чемпіонаті перед гонкою
| Місце   | Пілот           | Очки |
| ------- | --------------- | ---- |
| 1       | Макс Ферстаппен | 144  |
| 2       | Серхіо Перес    | 105  |
| 3       | Фернандо Алонсо | 93   |
| 4       | Льюїс Гамільтон | 69   |
| 5       | Джордж Рассел   | 50   |
| Джерело |                 |      |

| Місце   | Конструктор             | Очки |
| ------- | ----------------------- | ---- |
| 1       | Ред Булл - RBPT         | 249  |
| 2       | Астон Мартін - Мерседес | 120  |
| 3       | Мерседес                | 119  |
| 4       | Феррарі                 | 90   |
| 5       | Alpine-Renault          | 35   |
| Джерело |                         |      |

## Вільні заїзди
| Сесія | Лідер           | Конструктор           | Ш | Час      | Джерело |
| ----- | --------------- | --------------------- | - | -------- | ------- |
| 1     | Макс Ферстаппен | Ред Булл - Хонда RBPT | P | 1:14.606 | [ 8 ]   |
| 2     | Макс Ферстаппен | Ред Булл - Хонда RBPT | P | 1:13.907 | [ 9 ]   |
| 3     | Макс Ферстаппен | Ред Булл - Хонда RBPT | P | 1:13.664 | [ 10 ]  |

## Кваліфікація

### Коротко про кваліфікацію
Джордж Рассел повідомив про дощ, коли почався перший сегмент; Перший період гонки Формули-2 раніше цього дня проходив під сильним дощем. Вальттері Боттас зійшов з траси на 12 повороті, з'явився червоний прапор через гравій на трасі. До Боттаса на гравії приєдналися іспанець Фернандо Алонсо та Александр Албон на останньому повороті та 5 повороті відповідно. Ніко Хюлькенберг очолив сесію, але його час на колі незабаром було видалено через порушення лімітів траси. Шарль Леклер провів погану сесію, встановивши достатньо хороший час для дев’ятнадцятого місця та вибивши його з першого сегменту вперше після Гран-Прі Монако 2019 року. Також вибули Боттас, Кевін Магнуссен, Албон і Логан Сарджент.
У другому сегменті Серхіо Перес вилетів з траси. Інцидент за участю Льюїса Гамілтона та Джорджа Рассела був розглянутий стюардами без наслідків для двох пілотів, що ж відбулося? Два боліди зіткнулися на головній прямій, причому болід Льюїса отримав значні пошкодження переднього крила. Рассел сказав, що був занятий слідкуванням за болідом Карлоса Сайнса з Ferrari, що не подивився в зеркала і просто не побачив свого напарника. Рассел приєднався до Переса, Чжоу Гуаньюй, Ніка де Фріса та Юкі Цунода до 2 сегменту.
Гамільтону змінили переднє крило, коли розпочався третій і останній сегмент, і він кваліфікувався п’ятим. Ферстаппен зайняв поул-позишн, його перший на Гран-прі Іспанії, а Сайнс на 2. Ландо Норріс посів третє місце, а Оскар Піастрі посів десяте й останнє місце в Q3. У Алонсо був достатньо гарний час для дев’ятого місця, його випередив Ленс Стролл на шостому місці. Гаслі мав змогу насолоджуватися четвертою позицією, доки не отримав два покарання за перешкоджання іншим водіям, внаслідок чого він опустився на 10, а його товариш по команді Естебан Окон був сьомим. Ніко Хюлькенберг посів восьме місце.  

#### Результат
| Місце               | №  | Пілот            | Конструктор              | Частина 1 | Частина 2 | Частина 3 | Старт     |
| ------------------- | -- | ---------------- | ------------------------ | --------- | --------- | --------- | --------- |
| 1                   | 1  | Макс Ферстаппен  | Ред Булл - Хонда RBPT    | 1:13.615  | 1:12.760  | 1:12.272  | 1         |
| 2                   | 55 | Карлос Сайнс     | Феррарі                  | 1:13.411  | 1:12.790  | 1:12.734  | 2         |
| 3                   | 4  | Ландо Норріс     | Макларен - Мерседес      | 1:13.295  | 1:12.776  | 1:12.792  | 3         |
| 4                   | 10 | П'єр Гаслі       | Альпін - Рено            | 1:13.471  | 1:13.186  | 1:12.816  | 101       |
| 5                   | 44 | Льюїс Гамільтон  | Мерседес                 | 1:12.937  | 1:12.999  | 1:12.818  | 4         |
| 6                   | 18 | Ленс Стролл      | Астон Мартін - Мерседес  | 1:13.766  | 1:13.082  | 1:12.994  | 5         |
| 7                   | 31 | Естебан Окон     | Альпін - Рено            | 1:13.433  | 1:13.001  | 1:13.083  | 6         |
| 8                   | 27 | Ніко Гюлькенберг | Хаас - Феррарі           | 1:13.420  | 1:13.283  | 1:13.229  | 7         |
| 9                   | 14 | Фернандо Алонсо  | Астон Мартін - Мерседес  | 1:13.747  | 1:13.098  | 1:13.507  | 8         |
| 10                  | 81 | Оскар Піастрі    | Макларен - Мерседес      | 1:13.691  | 1:13.059  | 1:13.682  | 9         |
| 11                  | 11 | Серхіо Перес     | Ред Булл - Хонда RBPT    | 1:13.874  | 1:13.334  |           | 11        |
| 12                  | 63 | Джордж Рассел    | Мерседес                 | 1:13.326  | 1:13.447  |           | 12        |
| 13                  | 24 | Чжоу Гуаньюй     | Альфа Ромео - Феррарі    | 1:13.677  | 1:13.521  |           | 13        |
| 14                  | 21 | Нік де Вріс      | Альфа Таурі - Хонда RBPT | 1:13.581  | 1:14.083  |           | 14        |
| 15                  | 22 | Юкі Цунода       | Альфа Таурі - Хонда RBPT | 1:13.862  | 1:14.477  |           | 15        |
| 16                  | 77 | Вальттері Боттас | Альфа Ромео - Феррарі    | 1:13.977  |           |           | 16        |
| 17                  | 20 | Кевін Магнуссен  | Хаас - Феррарі           | 1:14.042  |           |           | 17        |
| 18                  | 23 | Александр Албон  | Вільямс - Мерседес       | 1:14.063  |           |           | 18        |
| 19                  | 16 | Шарль Леклер     | Феррарі                  | 1:14.079  |           |           | Піт-лейн2 |
| 20                  | 2  | Логан Сарджент   | Вільямс - Мерседес       | 1:14.699  |           |           | Піт-лейн3 |
| 107% часу: 1:18.042 |    |                  |                          |           |           |           |           |
| Примітки:           |    |                  |                          |           |           |           |           |

Примітки
- ↑  – П'єр Гаслі отримав два  штрафні санкції і втратив 6 позицій за перешкоджання Сайнса і Ферстаппена в 1 сегменті.[15]
- ↑  – Шарль Леклер кваліфікувався 19-м, але отримав штраф за заміну енергоблоків. Потім він був змушений  почати гонку з піт-лейн через зміни, внесені в установку підвіски під час закритого парку.[15]
- ↑  – Логан Сарджент кваліфікувався 20-м, проте він був змушений  почати гонку з піт-лейн через зміни, внесені в установку підвіски під час закритого парку.[15]

## Гонка

### Коротко про гонку
Макс Ферстаппен лідирував від старту до фінішу. Ландо Норріс зіткнувся з Льюїсом Гамільтоном під час першого повороту, пошкодивши собі переднє крило та був змушений поїхати на піт-лейн для зміни, через це після виїзду з піт-лейну він опинився останнім. Днище боліда Гамільтона також був пошкоджений. Товариш по команді Гамілтона Джордж Рассел був відзначений стюардами за те, що він отримав перевагу на початковій шикані; ніякого розслідування не було потрібно. Під час ранньої зупинки Вальттері Боттас поміняв свої м’які шини на жорсткі, коли Шарль Леклер, який стартував з піт-лейн, обійшов Александра Албона на шістнадцятому місці; Ленс Стролл опинився на 3-му місці, поки Гамільтон не обійшов його.
На 9-му колі Чжоу Гуаньюй та Ніко Хюлькенберг поміняли м’які на жорсткі. Естебан Окон незабаром поїхав у бокси. Карлос Сайнс-молодший перейшов на 16-му коло на медіуми, що викликало збентежену реакцію пілота Ferrari; тим часом Леклер одягнув м'які. Серхіо Перес незабаром опинився позаду Фернандо Алонсо. Норріс незабаром повернувся в бокси з медіумами; Гамілттон поїхав слідом за медіумами та приєднався позаду Сайнса. Коли пілоти поїхали на зупинку, Ферстаппен і Перес вели в рахунку 1–2 на користь Red Bull, а Сайнс був третім; Крім того, Ферстаппен отримав таке велике відставання, що на 26 колі він замінив шини його на хард і не поступився лідерством своєму напарнику. Однак Перес опустився на дев’яте місце після зупинки на хард і незабаром обійшов Алонсо за допомогою DRS. Його шини деградували на ходу, Стролл вирішив взяти хард і повернувся на тринадцятому місці. Тим часом Оскар Піастрі відправився в бокси разом з П'єром Гаслі.
На 50-му колі Сайнс, Алонсо, Рассел, Гамільтон і Перес перевзулися на інші шини, а Ферстаппену було показано чорно-білий прапор через три порушення обмежень на трасі. Окон захищався від Алонсо, від якого Алонсо зміг ухилитися і обійти суперника. Юкі Цунода отримав п'ять секунд штрафу за те, що він виштовхав Чжоу з траси, в результаті чого він втратив очки з дев'ятої позиції. Ферстаппен пройшов найшвидше коло та виграв гонку, випередивши Гамільтона та Рассела, що принесло йому третій турнір Великого шолома в кар’єрі. 

#### Результат
| Місце                                                                          | №  | Пілот            | Конструктор              | Кола | Час/причина сходу | Старт    | Очки |
| ------------------------------------------------------------------------------ | -- | ---------------- | ------------------------ | ---- | ----------------- | -------- | ---- |
| 1                                                                              | 1  | Макс Ферстаппен  | Ред Булл - Хонда RBPT    | 66   | 1:27:57.940       | 1        | 261  |
| 2                                                                              | 44 | Льюїс Гамільтон  | Мерседес                 | 66   | +24.090           | 4        | 18   |
| 3                                                                              | 63 | Джордж Рассел    | Мерседес                 | 66   | +32.389           | 12       | 15   |
| 4                                                                              | 11 | Серхіо Перес     | Ред Булл - Хонда RBPT    | 66   | +35.812           | 11       | 12   |
| 5                                                                              | 55 | Карлос Сайнс     | Феррарі                  | 66   | +45.698           | 2        | 10   |
| 6                                                                              | 18 | Ленс Стролл      | Астон Мартін - Мерседес  | 66   | +1:03.320         | 5        | 8    |
| 7                                                                              | 14 | Фернандо Алонсо  | Астон Мартін - Мерседес  | 66   | +1:04.127         | 8        | 6    |
| 8                                                                              | 31 | Естебан Окон     | Альпін - Рено            | 66   | +1:09.242         | 6        | 4    |
| 9                                                                              | 24 | Чжоу Гуаньюй     | Альфа Ромео - Феррарі    | 66   | +1:11.878         | 13       | 2    |
| 10                                                                             | 10 | П'єр Гаслі       | Альпін - Рено            | 66   | +1:13.530         | 10       | 1    |
| 11                                                                             | 16 | Шарль Леклер     | Феррарі                  | 66   | +1:14.419         | Піт-лейн |      |
| 12                                                                             | 22 | Юкі Цунода       | Альфа Таурі - Хонда RBPT | 66   | +1:15.4162        | 15       |      |
| 13                                                                             | 81 | Оскар Піастрі    | Макларен - Мерседес      | 65   | +1 коло           | 9        |      |
| 14                                                                             | 21 | Нік де Вріс      | Альфа Таурі - Хонда RBPT | 65   | +1 коло           | 14       |      |
| 15                                                                             | 27 | Ніко Гюлькенберг | Хаас - Феррарі           | 65   | +1 коло           | 7        |      |
| 16                                                                             | 23 | Александр Албон  | Вільямс - Мерседес       | 65   | +1 коло           | 18       |      |
| 17                                                                             | 4  | Ландо Норріс     | Макларен - Мерседес      | 65   | +1 коло           | 3        |      |
| 18                                                                             | 20 | Кевін Магнуссен  | Хаас - Феррарі           | 65   | +1 коло           | 17       |      |
| 19                                                                             | 77 | Вальттері Боттас | Альфа Ромео - Феррарі    | 65   | +1 коло           | 16       |      |
| 20                                                                             | 2  | Логан Сарджент   | Вільямс - Мерседес       | 65   | +1 коло           | Піт-лейн |      |
| Швидке коло: Макс Ферстаппен (Red Bull Racing-Honda RBPT) – 1:16.330 (61 коло) |    |                  |                          |      |                   |          |      |
| Примітки:                                                                      |    |                  |                          |      |                   |          |      |

Примітка
- ↑  – Бал за швидке коло.[19]
- ↑  – Юкі Цунода фінішував 9, але він отримав п'ятисекундний штрфа за виштовхування Чжоу Гуаньюй з траси.[18]

## Положення у чемпіонаті після гонки
| Місце   | Пілот           | Очки |
| ------- | --------------- | ---- |
| 1       | Макс Ферстаппен | 170  |
| 2       | Серхіо Перес    | 117  |
| 3       | Фернандо Алонсо | 99   |
| 4       | Льюїс Гамільтон | 87   |
| 5       | Джордж Рассел   | 65   |
| Джерело |                 |      |

| Місце   | Конструктор             | Очки |
| ------- | ----------------------- | ---- |
| 1       | Ред Булл - RBPT         | 287  |
| 2       | Мерседес                | 152  |
| 3       | Астон Мартін - Мерседес | 134  |
| 4       | Феррарі                 | 100  |
| 5       | Alpine-Renault          | 40   |
| Джерело |                         |      |